# Тобакковілл (Північна Кароліна)
Тобакковілл (англ. Tobaccoville) — селище (англ. village) в США, в округах Форсайт і Стокс штату Північна Кароліна. Населення — 2578 осіб (2020).

## Географія
Тобакковілл розташований за координатами 36°13′32″ пн. ш. 80°21′32″ зх. д. / 36.22556° пн. ш. 80.35889° зх. д. (36.225577, -80.358869).  За даними Бюро перепису населення США в 2010 році селище мало площу 19,89 км², з яких 19,81 км² — суходіл та 0,07 км² — водойми.

## Демографія
Згідно з переписом 2010 року, у селищі мешкала 2441 особа в 1029 домогосподарствах у складі 725 родин. Густота населення становила 123 особи/км².  Було 1095 помешкань (55/км²).
Расовий склад населення:
| - 92,0 % — білих - 6,2 % — чорних або афроамериканців - 0,5 % — корінних американців - 0,3 % — азіатів |

До двох чи більше рас належало 0,6 %. Частка іспаномовних становила 2,0 % від усіх жителів.
За віковим діапазоном населення розподілялося таким чином: 19,5 % — особи молодші 18 років, 63,5 % — особи у віці 18—64 років, 17,0 % — особи у віці 65 років та старші. Медіана віку мешканця становила 45,9 року. На 100 осіб жіночої статі у селищі припадало 101,7 чоловіків;  на 100 жінок у віці від 18 років та старших — 99,8 чоловіків також старших 18 років.
Середній дохід на одне домашнє господарство  становив 67 951 долар США (медіана — 57 012), а середній дохід на одну сім'ю — 78 259 доларів (медіана — 73 080). Медіана доходів становила 47 222 долари для чоловіків та 38 816 доларів для жінок. За межею бідності перебувало 10,9 % осіб, у тому числі 17,3 % дітей у віці до 18 років та 2,9 % осіб у віці 65 років та старших.
Цивільне працевлаштоване населення становило 1089 осіб. Основні галузі зайнятості: освіта, охорона здоров'я та соціальна допомога — 24,0 %, виробництво — 21,9 %, будівництво — 10,7 %, фінанси, страхування та нерухомість — 10,2 %.